# Teenage Mutant Ninja Turtles (игра, 2013)
Teenage Mutant Ninja Turtles (с англ. — «Черепашки-ниндзя») — компьютерная игра, основанная на первом сезоне мультсериала 2012 года «Черепашки-ниндзя». Разработана компанией Magic Pockets и издана компанией Activision в 2013 году. 3 ноября 2015 года игра была перевыпущена для Nintendo 3DS на одном картридже с Teenage Mutant Ninja Turtles: Danger of the Ooze в составе бандла Teenage Mutant Ninja Turtles: Master Splinter’s Training Pack. В январе 2017 года у Activision истекла лицензия на франшизу Teenage Mutant Ninja Turtles, в результате чего игра была снята с продажи на всех цифровых площадках.

## Игровой процесс
Игрок может управлять за одного из четырёх персонажей: Леонардо, Рафаэль, Донателло и Микеланджело. Цель игры — спасти Эйприл от Шреддера, попутно сражаясь с кланом Фут, Крэнгом, Бакстером Стокманом и его маусерами. Игрок может собирать канистры с мутагеном, открывающие дополнительные способности, а набранные очки можно потратить для покупки улучшений для команды.

## Сюжет
Однажды ночью, находясь на крышах Нью-Йорка, черепашки попадают в засаду солдат клана Фут. Позже они узнают от Эйприл О’Нил, что клан Фут создал мутагенную бомбу, чтобы превратить жителей Нью-Йорка в мутантов. После того, как братья обезвреживают бомбу, им звонят с мобильного телефона Эйприл, которая была похищена Шредером. Он требует от черепашек привести к нему Сплинтера.

## Критика
| Сводный рейтинг    | Сводный рейтинг |
| Агрегатор          | Оценка          |
| ------------------ | --------------- |
| Metacritic         | X360: 25/100    |
| Иноязычные издания |                 |
| Издание            | Оценка          |
| IGN                | 3DS: 5/10       |
| Nintendo Life      | 3DS: 5,1/10     |

Игра получила в целом неблагоприятные отзывы критиков и фанатов. Версии для Xbox 360 и Wii получили очень плохие оценки из-за плохой графики, производительности и игрового процесса. Версия для Nintendo 3DS получила немного лучшие оценки в отношении графики, но по-прежнему подвергалась критике за монотонный и скучный игровой процесс.